# Mecynogea sucre
Mecynogea sucre là một loài nhện trong họ Araneidae.
Loài này thuộc chi Mecynogea. Mecynogea sucre được Herbert Walter Levi miêu tả năm 1997.